# Sinbad: Legend of the Seven Seas
Sinbad: Legend of the Seven Seas (Nederlandse titel: Sinbad: De held van de zeven zeeën) is een Amerikaanse animatiefilm uit 2003, geproduceerd door DreamWorks Animation en gedistribueerd door Universal Pictures. De film werd geregisseerd door Patrick Gilmore en Tim Johnson. De oorspronkelijke stemmen werden ingesproken door Brad Pitt, Catherine Zeta-Jones, Michelle Pfeiffer en Joseph Fiennes. Het personage Sinbad in de film is afgeleid van Sinbad de zeeman.

## Rolverdeling
| Acteur               | Personage   |
| -------------------- | ----------- |
| Brad Pitt            | Sinbad      |
| Catherine Zeta-Jones | Marina      |
| Michelle Pfeiffer    | Eris        |
| Joseph Fiennes       | Proteus     |
| Dennis Haysbert      | Kale        |
| Timothy West         | Dymas       |
| Adriano Giannini     | Rat         |
| Raman Hui            | Jin         |
| Chung Chan           | Li          |
| Jim Cummings         | Luca        |
| Conrad Vernon        | Jed         |
| Andrew Birch         | Grum / Chum |
| Chris Miller         | Tower Guard |
| Frank Welker         | Spike       |